# Juntas de Ofensiva Nacional-Sindicalista
Las Juntas de Ofensiva Nacional-Sindicalista (JONS) fue un grupo fascista español existente entre 1931 y 1934, fecha en que se fusionó con el partido Falange Española para crear la Falange Española de las JONS. De carácter totalitario y contrario a los partidos políticos y a cualquier sistema democrático, propugnaba la supremacía del Estado, pretendiendo articular este Estado en torno a un sindicato vertical.[cita requerida] De carácter marcadamente nacionalista, concretó esta ideología en el denominado nacionalsindicalismo.
Su órgano oficial fue el semanario Libertad que editaba Onésimo Redondo en Valladolid y, a partir de 1933, la revista JONS en Madrid, dirigida por Ramiro Ledesma.

## Ideología e historia
Las JONS nacieron el 10 de octubre de 1931, a partir de la fusión del grupo liderado por Ramiro Ledesma —fundador del semanario La Conquista del Estado— con las Juntas Castellanas de Actuación Hispánica, grupo fundado por Onésimo Redondo Ortega —antiguo propagandista de Acción Católica— además de La Traza —organización del militar Alberto Ardanaz (el cual falleció al poco tiempo en batalla por lo que no dirigió el movimiento)— y nucleado en torno al semanario Libertad.
Las JONS, consideradas como un fascismo a la española, seguían la corriente fascista de Europa, adaptando algunos conceptos —muy especialmente del fascismo italiano y del nacionalsocialismo alemán— a las peculiaridades de la sociedad española de la época. Si el nazismo ensalzó la sangre aria, el nacionalsindicalismo sustituyó este concepto por el catolicismo. Propugnaban la acción violenta como medio para alcanzar la que denominaban revolución social. Fueron las pioneras en adoptar el símbolo de las cinco flechas entrecruzadas en un yugo o junta, así como el lema «¡España una, grande y libre!» y «¡Arriba los valores hispánicos!», grito precursor del posterior «¡Arriba España!» falangista. 
El 13 de febrero de 1934 las JONS se unieron con la Falange Española, formando la nueva FE de las JONS (Falange Española de las Juntas de Ofensiva Nacional Sindicalista). El primer acto multitudinario del nuevo partido fue celebrado en el teatro Calderón de Valladolid el 4 de marzo de 1934.

## Las JONS y la violencia
Al igual que ocurriera con el fascismo italiano a principio de los años veinte, la violencia fue un elemento fundamental en la estrategia de las JONS. Ledesma escribió una guía programática para ejercer esa violencia de forma sistemática. Desarrollada en seis puntos, la convertía en eje estratégico para alcanzar los fines políticos. Para Ledesma, se había acabado el tiempo del terrorismo secreto y se abría una nueva etapa en la que serían las milicias uniformadas y perfectamente disciplinadas las que ejerciesen esa violencia que sus objetivos políticos precisaban. Onésimo Redondo (su otro dirigente) sería el más explícito de todos los jefes falangistas cuando declaró «Estamos enamorados de una cierta violencia saludable» o «Se aproxima una situación de violencia absoluta».
Las milicias jonsistas se convirtieron en provocadores que contribuyeron a la violenta situación que vivió la Segunda República, aprovechando la venta de sus publicaciones para enzarzarse en razias con jóvenes de las organizaciones de izquierdas, haciendo incursiones en barrios obreros o asistiendo a los actos públicos de las formaciones de izquierdas para boicotearlos. En mayo de 1932 la violencia causa la primera víctima mortal en las filas de las JONS: un jonsista muere en Valladolid a disparos de la Guardia de Asalto. En marzo de 1933, en la universidad de Madrid, un jonsista armado con una pistola hirió a tres estudiantes. El 2 de noviembre de 1933, durante un mitin convocado por los socialistas en Daimiel, provincia de Ciudad Real, un socialista apuñaló al jonsista José Ruiz de la Hermosa, causándole la muerte. Las JONS propiamente dichas no llegaron a causar ninguna víctima mortal entre los militantes de organizaciones izquierdistas, pues la primera muerte de este tipo no se produjo hasta el 10 de junio de 1934, fecha en la que la organización ya se había fusionado con Falange Española para dar lugar a Falange Española de las JONS.
Ya unido a Falange Española, el grupo de las JONS se convirtió en el más proclive a utilizar la violencia.